# 318
Năm 318 là một năm trong lịch Julius. 